# Brännvattstjärnen
Brännvattstjärnen är en sjö i Skellefteå kommun i Västerbotten och ingår i Bureälvens huvudavrinningsområde. Sjön är 7,5 meter djup, har en yta på 0,0744 kvadratkilometer och är belägen 152 meter över havet. Sjön avvattnas av vattendraget Renforsbäcken.

## Delavrinningsområde
Brännvattstjärnen ingår i det delavrinningsområde (717571-173330) som SMHI kallar för Inloppet i Inreträsket. Medelhöjden är 124 meter över havet och ytan är 34,08 kvadratkilometer. Det finns inga avrinningsområden uppströms utan avrinningsområdet är högsta punkten. Renforsbäcken som avvattnar avrinningsområdet har biflödesordning 2, vilket innebär att vattnet flödar genom totalt 2 vattendrag innan det når havet efter 43 kilometer. Avrinningsområdet består mestadels av skog (76 procent). Avrinningsområdet har 0,74 kvadratkilometer vattenytor vilket ger det en sjöprocent på 2,2 procent.